# World ov Worms
World ov Worms debitantski je studijski album norveškog metal sastava Zyklon. Album je 17. travnja 2001. godine objavila diskografska kuća Candlelight Records.

## Popis pjesama
Tekstovi: Bård "Faust" Eithun. 
| 1.    | »Hammer Revelation«                        | Zamoth, Destructhor                        | 6:23 |
| 2.    | »Deduced to Overkill«                      | Zamoth, Destructhor                        | 3:16 |
| 3.    | »Chaos Deathcult«                          | Zamoth, Destructhor, Thorbjørn Akkerhaugen | 5:59 |
| 4.    | »Storm Detonation«                         | Zamoth, Destructhor                        | 4:41 |
| 5.    | »Zycloned«                                 | Zamoth, Trym Torson                        | 5:24 |
| 6.    | »Terrordrome«                              | Zamoth, Destructhor                        | 3:59 |
| 7.    | »Worm World«                               | Zamoth, Destructhor                        | 4:15 |
| 8.    | »Transcendental War - Battle Between Gods« | Zamoth, Destructhor                        | 7:19 |
| 41:16 |                                            |                                            |      |

## Zasluge
Zyklon
- Zamoth – ritam gitara, bas-gitara, mastering
- Destructhor – solo gitara, bas-gitara, mastering
- Trym – bubnjevi, perkusija, programiranje

| Dodatni glazbenici - Trickster G – vokali na pjesmi "Transcendental War - Battle Between Gods", recitacija na pjesmi "Chaos Deathcult" - Daemon – vokali - Thorbjørn Akkerhaugen – programiranje, efekti, klavijature, produkcija - Persephone – recitacija - Bård "Faust" Eithun – tekstovi pjesama | Ostalo osoblje - Tom Kvålsvoll – mastering - Johan Hammarman – naslovnica |